# Ovar-Stimulationstest
Der Ovar-Stimulationstest ist ein vor allem in der Tiermedizin bei Hunden eingesetztes Untersuchungsverfahren. Es wird entweder bei Hündinnen eingesetzt, die nicht läufig werden, oder bei denen der Verdacht besteht, dass sie unvollständig kastriert wurden (Ovarian-Remnant-Syndrom). 
Zur Untersuchung wird eine Blutprobe entnommen und darin der Spiegel der beiden Eierstockhormone Östradiol-17β und Progesteron bestimmt (Nullprobe). Nach Entnahme der Nullprobe wird entweder Buserelin oder Humanes Choriongonadotropin injiziert. 60 und 90 Minuten später wird nochmals eine Blutprobe entnommen und darin die beiden Hormonspiegel bestimmt. Unter Umständen reicht bereits eine Nullprobe aus: Wenn die Spiegel der beiden Eierstockhormone über dem Basisniveau liegen, kann auf die Stimulation verzichtet werden. Kommt es nach Stimulation zu keiner Steigerung der Eierstockhormone, ist der Test nach einem Monat zu wiederholen, da ein Teil der Hündinnen im Anöstrus nach Stimulation kein Luteinisierendes Hormon ausschüttet.